# 신카리와노촌
신카리와노촌(新刈和野村)은 아키타현 센보쿠군에 있던 촌으로, 현재의 다이센시에 해당한다.

## 역사
- 1889년 4월 1일 - 정촌제 시행에 의해 가리와노촌, 미네요시카와촌의 구역으로 성립하였다.
- 1900년 8월 13일 - 가와리노촌, 미네요시카와촌이 성립해, 동일 신카와리노촌이 폐지되었다.
- 1955년 - 
  - 3월 1일 - 쓰치카와촌, 오사와고촌, 고와쿠비촌이 합병해 니시센보쿠정이 성립하였다.
  - 3월 31일 - 요도카와촌, 아라카와촌 및 후나오카촌과 합병해. 교와촌이 성립하였다.
- 1969년 4월 1일  - 교와촌이 정으로 승격해 교와정이 되었다.
- 2005년 3월 22일 - 오마가리시, 가미오카정·니시센보쿠정·나카센정·교와정·난가이촌·센보쿠정·오타정이 합병해 성립하였다.

## 교통

### 도로
- 오슈 가도 (이전은, 국도 40호선, 현 : 국도 13호선)